# Center za slovenščino kot drugi/tuji jezik
Center za slovenščino kot drugi in tuji jezik (do leta 2015 Center za slovenščino kot drugi/tuji jezik) je organizacija, ki skrbi za področje slovenščine kot drugega in tujega jezika ter slovenski jezik, literaturo in kulturo ter slovenistiko mednarodno promovira. Deluje v okviru Oddelka za slovenistiko Filozofske fakultete Univerze v Ljubljani.  

## Zgodovina
Leta 1965 je Oddelek za slovanske jezike in književnosti organiziral štirinajstdnevni Seminar slovenskega jezika, literature in kulture (SSJLK). Cilj SSJLK-ja je bil strokovna in znanstvena predstavitev slovenistike. Posamezni deli seminarske organizacije so se začeli osamosvajati: najprej lektorati, 1979 pa simpozij Obdobja. Slovenska izseljenska matica je leta 1983 organizirala Poletno šolo slovenskega jezika pri Gimnaziji v Kranju, ki je bila namenjena pouku slovenščine mladine druge ali tretje generacije slovenskih izseljencev. Za vsebino, program lektoratov, lektorje in učna gradiva je skrbela strokovna tajnica SSJLK Ljubica Černivec. Ko so Poletno šolo slovenskega jezika preselili v Ljubljano, je prišlo do ustanovitve Centra za slovenščino. Pri tem so sodelovali Helga Glušič (prodekanica Filozofske fakultete), Martina Orožen (predsednica SSJLK), Ljubica Černivec in Breda Pogorelec, Nace Šumi (predsednik sveta Znanstvenega inštituta Filozofske fakultete) in Matjaž Jančar (predsednik Slovenske izseljenske matice). O vseh novih vprašanjih, nalogah in načrtih za delovanje Centra so razpravljali v okviru odbora SSJLK na Oddelku za slovanske jezike in književnosti. Za organizacijsko delo je bil zadolžen Mihael Bregant, za lektorsko delo pa Martina Križaj Ortar in Marja Bešter. 
Na Celoletni šoli slovenskega jezika, ki je bila bolj intenzivna, so poučevale tri lektorice iz SSJLK, Ljubica Černivec, Metka Čuk in Gita Vuga.
Člani Centra in šolske oblasti so organizirali tudi Izpitni center.
Leta 1991 je bil Center za slovenščino kot drugi/tuji jezik poimenovan in določen s posebnim pravilnikom. Jana Zemljarič Miklavčič je prevzela mesto strokovne tajnice Poletne šole slovenskega jezika, Ina Ferbežar pa je bila nastavljena za prenovo standardov in pregled testov.
Od leta 2015 se Center imenuje Center za slovenščino kot drugi in tuji jezik.

## Dejavnosti

### Seminar slovenskega jezika, literature in kulture
Seminar slovenskega jezika, literature in kulture je dvotedenska prireditev v prvi polovici julija za tuje sloveniste (univerzitetne učitelje, znanstvene delavce, študente, prevajalce, kulturne in prosvetne delavce). Seminar vsako leto obišče do 130 udeležencev iz približno 25 držav.

### Slovenščina na tujih univerzah
Lektorati slovenščine (jezika, literature, kulture) delujejo na 57 univerzah po svetu. Slovenistični študijski programi potekajo na mnogih evropskih univerzah, v Pekingu na Kitajskem, v Tokiu na Japonskem, Kansasu, Clevelandu in Lakelandu v ZDA ter v Buenos Airesu in La Plati v Argentini, število slovenističnih kateder pa se po svetu vsako leto povečuje. Na 26 univerzah v tujini si lahko študentje pridobijo tudi diplomo iz slovenščine in nadaljujejo s študijem slovenščine na podiplomski stopnji. 
Na univerzah v tujini slovenščino se na različnih zahtevnostnih stopnjah uči oz. študira okoli 2500 študentov. Tečaje slovenščine poleg študentov jezikoslovcev obiskujejo tudi študentje raznih drugih humanističnih in nehumanističnih smeri. Poučujejo lektorji iz Slovenije, ki jih na tujo univerzo napoti Center, in domači učitelji, zaposleni na univerzi gostiteljici.    
V akademskem letu 2017/18 slovenistični lektorati delujejo na univerzah v naslednjih mestih: Dunaj, Gradec, Celovec; Bruselj, Gent; Sofija; Banja Luka, Sarajevo; Brno, Pardubice, Praga; Pariz; Zadar, Zagreb; Neapelj, Padova, Rim, Trst (na 2 univerzah), Videm; Tokio (na 2 univerzah); Hebei, Peking (na 2 univerzah); Vilna; Budimpešta, Sombotel; Skopje; Berlin, Köln, München, Regensburg, Tübingen; Bielsko Biała, Gdansk, Katovice, Krakov, Lodž, Varšava; Lizbona; Bukarešta; Moskva, Perm, Sankt Peterburg; Bratislava, Nitra; Beograd, Novi Sad; Lviv, Kijev; London, Nottingham; Cleveland, Kansas, Seattle; Buenos Aires, La Plata. 

### Simpozij Obdobja
Simpozij Obdobja je mednarodni znanstveni simpozij. Poteka vsako leto (od leta 1979 do 1996 in od 1999 naprej) in traja tri dni. Udeležujejo se ga domači in tuji jezikoslovci ter literarni zgodovinarji in strokovnjaki drugih humanističnih ved.
Simpozij Obdobja sodi med tradicionalne mednarodne prireditve Oddelka za slovenistiko, ki znotraj svojega dolgoročnega krovnega programa tudi predlaga in izbere vsakoletno temo Simpozija.

### Tečaji slovenščine za odrasle
Tečaji slovenščine so namenjeni vsem, ki jim slovenščina ni prvi jezik.
Tečaji so različno dolgi in se razlikujejo po svoji intenzivnosti in vsebini. Sem spadajo: 
- zimska šola je 40-urni tečaj s spremljevalnim programom in traja dva tedna,
- spomladanska šola je enosemestrski vsakodnevni intenzivni jezikovni tečaj,
- poletna šola se odvija julija in obsega dvotedenski (40 ur) ali štiritedenski (80 ur) tečaj,
- jesenska šola je enosemestrski vsakodnevni intenzivni jezikovni tečaj,
- slovenščina za študente je tečaj, namenjen študentom Univerze v Ljubljani
- jutranji tečaj je 80-urni jezikovni tečaj, ki poteka dvakrat tedensko v dopoldanskem času,
- popoldanski tečaj je 80-urni jezikovni tečaj,ki poteka dvakrat tedensko v popoldanskem času in je primeren za zaposlene,
- intenzivni jutranji tečaj je namenjen vsem, ki želijo v kratkem času intenzivno obnoviti ali izpopolniti svoje znanje slovenščine,
- intenzivni tečaj je namenjen tistim, ki si želijo v enem tednu spoznati najosnovnejše sporazumevalne vzorce,
- Okusimo slovenščino je popoldanski tečaj za začetnike,
- specializirani jezikovni tečaji so namenjeni študentom mednarodnih študentskih izmenjav Socrates/Erasmus,
- priprava na izpit iz znanja slovenščine,
- individualni pouk.

Poleg klasičnih tečajev v razredu Center razvija tudi tečaje za učenje na daljavo in kombinirano učenje. Leta 2017 so razvili prosto dostopen spletni tečaj Slovene Learning Online (SLO). Tečaj je namenjen vsem, ki bi se radi samostojno naučili osnovne besede in fraze na enostaven, igriv in učinkovit način. 

### Slovenščina za otroke in mladostnike
Od leta 2006 Center organizira dvotedensko Mladinsko poletno šolo slovenskega jezika, ki je namenjena mladostnikom, starim od 13 do 17 let. Program Slovenščina za otroke in mladostnike pripravlja tudi intenzivne tedne slovenskega jezika za učence in dijake slovenskih in dvojezičnih šol iz zamejstva ter tečaje slovenščine za učence, dijake in starše priseljence.

### Izpitni center
Izpitni center je od leta 1994 zadolžen za preverjanje znanja slovenskega jezika in izdajanje javno veljavne listine o znanju slovenščine kot drugega jezika, od leta 2000 pa je član evropskega združenja ustanov za jezikovno testiranje ALTE (Association of Language testers in Europe). Med dejavnosti Izpitnega centra poleg priprave izpitnih gradiv in izvajanja izpitov iz slovenščine sodijo tudi priprava ustreznih programov, usklajevanje standardov znanja slovenščine in preverjanja tega znanja ter priprava in izvajanje ustreznega usposabljanja za izpraševalce in ocenjevalce na izpitih iz slovenščine.  
Izpit iz slovenskega jezika je mogoče opravljati na osnovni ravni, višji ravni in ravni odličnosti. Izpiti so zasnovani so na trostopenjskem izobraževalnem programu Slovenščina kot drugi in tuji jezik Arhivirano 2018-04-12 na Wayback Machine.. Vse tri ravni upoštevajo govorca in stopnjo njegove samostojnosti pri sporazumevanju v slovenščini in so primerljive z dokumentom Skupni evropski jezikovni okvir (SEJO oz. CEFR): osnovna raven - A2, B1 po SEJO, višja raven - B2 po SEJO, raven odličnosti - C1, C2 po SEJO. Izpiti iz znanja slovenščine so leta 2017 pridobili znak kakovosti ALTE Arhivirano 2017-11-07 na Wayback Machine..

### Izobraževanje
Program skrbi za strokovno in didaktično usposobljenost učiteljev slovenščine kot drugega in tujega jezika na univerzah zunaj Slovenije, na tečajih slovenščine, učiteljev v slovenskih osnovnih in srednjih šolah, ki potrebujejo specifična znanja, za poučevanje in lažjo integracijo otrok, katerih prvi jezik ni slovenščina, učiteljev v zamejstvu in izseljenstvu ter izvajalcev izpitov. Vsako leto organizira začetno in nadaljevalno usposabljanje za poučevanje slovenščine kot tujega jezika, ki pomenijo kakovostno, specialistično usmerjeno nadgradnjo slovenistične izobrazbe.

### Založništvo
Center izdaja učbenike in drugo gradivo za učenje slovenščine kot drugega in tujega jezika, priročnike za poučevanje ter zbornike referatov in predavanj s simpozija Obdobja in Seminarja slovenskega jezika, literature in kulture. Nekatere vsebine so brezplačno dostopne v elektronski ali interaktivni obliki kot dopolnitev natisnjenega gradiva.
Učbeniki: 
- Mihaela Knez, Damjana Kern, Matej Klemen, Tjaša Alič, 2015: Čas za slovenščino 1 (učbenik in delovni zvezek)
- Mihaela Knez, Damjana Kern, Tjaša Alič, Matej Klemen, Katja Kralj, 2015: Čas za slovenščino 2 (učbenik in delovni zvezek)
- Mihaela Knez, Matej Klemen, Tjaša Alič, Damjana Kern, 2015: Križ kraž (učbenik in priročnik za učitelje)
- Tanja Jerman, Staša Pisek, Anja Strajnar, 2015: Slovenščina ekspres 1
- Nataša Pirih Svetina, Andreja Ponikvar, 2003: A, B, C … 1, 2, 3, gremo
- Nataša Pirih Svetina, Andreja Ponikvar: A, B, C … 1, 2, 3, gremo. Učbenik za govorce albanščine na začetnih tečjih slovenščine kot drugega ali tujega jezika (A1)
- Ivana Petric Lasnik, Nataša Pirih Svetina, Andreja Ponikvar, 2013: Gremo naprej
- Polona Liberšar, Ivana Petric Lasnik, Nataša Pirih Svetina, Andreja Ponikvar, 2015: Naprej pa v slovenščini
- Andreja Markovič, Špela Kajič Kmetič, Katarina Rigler Šilc, Danuša Škapin: Slovenska beseda v živo
- Andreja Markovič, Mojca Stritar, Tanja Jerman, Staša Pisek, 2012: Slovenska beseda v živo 1a (učbenik in delovni zvezek)
- Andreja Markovič, Mojca Stritar, Tanja Jerman, Staša Pisek, 2013: Slovenska beseda v živo 1b (učbenik in delovni zvezek)
- Andreja Markovič, Danuša Škapin, Mihaela Knez, Nina Šoba, 2004: Slovenska beseda v živo 2 (učbenik in delovni zvezek)
- Andreja Markovič, Mihaela Knez, Nina Šoba, Mojca Stritar, 2009: Slovenska beseda v živo 3a (učbenik in delovni zvezek)
- Andreja Markovič, Mihaela Knez, Nina Šoba, Mojca Stritar, 2009: Slovenska beseda v živo 3b (učbenik in delovni zvezek)
- Andreja Ponikvar, Ivana Petric Lasnik (ur.), 2012: S slovenščino po svetu
- Damjana Kern, Mojca Stritar, Damjan Huber, Tjaša Alič, Tanja Jerman, 2010: Pot do izpita iz slovenščine
- Andreja Markovič, Vesna Halužan, Mateja Pezdirc Bartol, Danuša Škapin, Gita Vuga, 2002: S slovenščino nimam težav
- Ina Ferbežar, Nataša Domadenik, 2005: Jezikovod
- Nataša Pirih, 1997: Slovenščina na koncu jezika

Priročniki in učno gradivo:
- Mihaela Knez, Andreja Ponikvar, Tanja Jerman, 2017: Oblike v oblakih. Slovnične preglednice
- Mihaela Knez, Andreja Ponikvar, Tanja Jerman, 2016: Oblike v oblakih. Izbor slovničnih preglednic
- Mihaela Knez, Matej Klemen, Damjana Kern, Tjaša Alič, Katja Kralj, Andreja Markovič, Staša Pisek, Mojca Stritar, 2010: Slika jezika. Slikovno gradivo za poučevanje slovenščine kot drugega/tujega jezika.
- Tjaša Alič idr., 2008: Žepna slovenščina (knjižica je na voljo v 22 jezikih)
- Nataša Pirih Svetina, Andreja Ponikvar, 2006: Priročnik za učitelje k učbeniku A, B, C … 1, 2, 3, gremo
- Ivana Petric Lasnik, Nataša Pirih Svetina, Andreja Ponikvar, 2009: Priročnik za učitelje k učbeniku Gremo naprej
- Andreja Markovič, Mojca Stritar Kučuk, 2014: Slovenska beseda v živo 1a. Priročnik za učitelje
- Andreja Markovič, Mojca Stritar Kučuk, 2015: Slovenska beseda v živo 1b. Priročnik za učitelje
- Andreja Markovič, Mihaela Knez, Nina Šoba, 2009: Slovenska beseda v živo 2. Priročnik za učitelje
- Andreja Markovič, Katarina Rigler Šilc, 2003: Priročnik za učitelje k učbeniku Slovenska beseda v živo
- Tanja Bovha, Jernej Ključevšek, 2007: Jps!.
- Ljubica Črnivec, 2002: Slovnične preglednice slovenskega jezika
- Marja Bešter, Ljubica Črnivec (ur.), 1996: Povej naprej
- Ivana Petric Lasnik, Ina Ferbežar, 2006: Izpit iz znanja slovenščine na osnovni ravni. Zbirka testov.
- Nataša Pirih Svetina, Ina Ferbežar, 2006: Izpit iz znanja slovenščine na srednji ravni. Zbirka testov
- Nataša Pirih Svetina, Ina Ferbežar, 2006: Izpit iz znanja slovenščine na visoki ravni. Zbirka testov
- zborniki Skripta